# Карабауський сільський округ
Карабау́ський сільський округ (каз. Қарабау ауылдық округі, рос. Карабауский сельский округ) — адміністративна одиниця у складі Казигуртського району Туркестанської області Казахстану. Адміністративний центр — село Карабау.
Населення — 5856 осіб (2021; 5563 у 2009, 5055 у 1999, 4183 у 1989).
Станом на 1989 рік село Карабау перебувало у складі Шарбулацької сільської ради, села Жанатурмис, Жумисши, Ушбулак — у складі Жанабазарської сільської ради. 1993 року було утворено Карабауський сільський округ (села Жанатурмис, Жумисши, Карабау). 1997 року село Ушбулак Жанабазарського сільського округу передано до складу Карабауського сільського округу.

## Склад
До складу округу входять такі населені пункти:
| Населений пункт  | Колишні назви | Населення, осіб (1989) | Населення, осіб (1999) | Населення, осіб (2009) | Населення, осіб (2021) |
| ---------------- | ------------- | ---------------------- | ---------------------- | ---------------------- | ---------------------- |
| Карабау, село    | -             | 681                    | 1056                   | 796                    | 818                    |
| Жумисши, село    | -             | 762                    | 550                    | 1018                   | 1024                   |
| --Тансикбайкора  | -             | -                      | -                      | -                      | 5                      |
| --Теріілеуцехі   | -             | -                      | -                      | -                      | 6                      |
| Синтас, село     | Жанатурмис    | 1623                   | 2078                   | 2324                   | 2530                   |
| --ТСФ            | -             | -                      | -                      | -                      | 6                      |
| --Ушуй           | -             | -                      | -                      | -                      | 2                      |
| Ушбулак, село    | -             | 1117                   | 1371                   | 1425                   | 1426                   |
| --Апакудиккора   | -             | -                      | -                      | -                      | 9                      |
| --Кагазкора      | -             | -                      | -                      | -                      | 8                      |
| --Кайнаркора     | -             | -                      | -                      | -                      | 3                      |
| --Кизилбулаккора | -             | -                      | -                      | -                      | 4                      |
| --Кизилкора      | -             | -                      | -                      | -                      | 6                      |
| --Садикора       | -             | -                      | -                      | -                      | 7                      |